# Randi Stene
Randi Stene, född den 12 april 1963, är en norsk sångerska (mezzosopran). Hon är utbildad i Oslo och Köpenhamn, och knöts 1989 till Det kongelige Teater i Köpenhamn, där hon har gjort flera större roller, bland annat Amneris i Aida, Brangäne i Tristan och Isolde och Fricka i Nibelungens ring. Stene har också bland annat sjungit Cherubino i Figaros bröllop på Covent Garden, Olga i Eugen Onegin på Opéra Bastille och titelrollen i Carmen vid Théâtre de la Monnaie i Bryssel. Hon debuterade på Metropolitan Opera 1997 i Palestrina av Hans Pfitzner.
Stene är också aktiv som konsertsångerska, inte minst vid norska musikfestivaler, och var festspelmusiker vid Festspelen i Bergen 1998. Hon mottog Kritikerprisen 1998.

## Diskografi (urval)
- 1992 – Messe for en såret jord (med Grete Helgerød og Oslo Kammerkor)
- 1994 – Heimferd (med Anne Bolstad, Carsten Harboe Stabell, Harald Bjørkøy, Ivar Gilhuus, Ole Kristian Ruud, Per Vollestad och Trondheim Symfoni Kor & Orkester)
- 1994 – Grieg - Olav Trygvason·Bergljot (med Ole Kristian Ruud, Per Vollestad, Solveig Kringlebotn och Trondheim Symfoni Kor & Orkester)
- 1997 – Kullervo (med Peter Mattei, Estlands Nationella Manskör, Stockholms Filharmoniska Orkester
- 1997 – Fennimore and Gerda (med Annette Simonsen, Bo Anker Hansen, Charlotte Lund, Christa Brix, Eva Bruun Hansen, Finn Bielenberg, Gert Henning-Jensen, Hedwig Rummel, Helle Charlotte Pedersen, Judith Howarth, Mark Tucker, Michael W Hansen, Peter Fog, Stefan Cushion och Susse Lillesøe)
- 1998 – Female fates and fortunes (med Burkhard Kehring)
- 2002 – Borgstrøm - Thors paa Rimol (med Harald Bjørkøy, Oddbjørn Tennfjord, Terje Boye Hansen, Trond Halstein Moe, Trondheim Symfoniorkester och Trønderoperaens Kor)
- 2004 – Sibelius - Songs (med Håvard Gimse)
- 2006 – Asger Hamerik - Choral-Symphony no. 7· Requiem
- 2007 – Erwin Schulhoff - Alexander Zemlinky (med Trondheim Symfoniorkester)
- 2008 – The Light - Songs of Love and Fear (med Ketil Bjørnstad och Lars Anders Tomter)